# Josef Kloimstein
Josef Kloimstein, avstrijski veslač, * 1. november 1929, Rufling, † 15. november 2012.
Kloimstein je za Avstrijo nastopil na Poletnih olimpijskih igrah 1956, 1960 in 1964.  
Leta 1956 je v dvojcu brez krmarja v paru z Alfredom Sagederjem osvojil bronasto medaljo. Na teh igrah je veslal tudi v dvojcu s krmarjem, ki je bil izločen v polfinalu. 
Štiri leta kasneje je na igrah v Melbourneu s Kloimsteinom ponovno veslal v dvojcu brez krmarja. Takrat sta osvojila srebrno medaljo.
Na igrah leta 1964 je nastopil v dvojcu s krmarjem, ki je osvojil osmo mesto.